# WIPR-TV
El Canal 6 de San Juan (siendo su nombre comercial WIPR Televisión) es una estación de televisión abierta puertorriqueña. Es miembro del Public Broadcasting Service (PBS) y es propiedad de la Corporación de Puerto Rico para la Difusión Pública (CPRDP), A pesar de su afiliación a PBS, la mayor parte de su programación se compone de producciones locales. Sus estudios se encuentran ubicados en Hato Rey, en Avenida Hostos 570, mientras que su antena transmisora está ubicada en el Cerro La Santa en Cayey, cerca al Bosque Estatal de Carite. 
La estación transmite por el canal 26 UHF y usa el canal virtual 6.1 para su sintonización en la TDT. Es conocida por su código de identificación WIPR, el cual también es empleado en su nombre comercial. Además, opera una emisora repetidora a tiempo parcial, el Canal 3 de Mayagüez, la cual expande su cobertura a la parte occidental de la isla. Esta última cuenta con cierta cuota de programación de producción local. Transmite en el canal 32 UHF y emplea el canal virtual 3, y su antena transmisora se ubica en el Monte del Estado en Maricao.

## Historia
WIPR-TV se creó como resultado del cabildeo para la transmisión pública en Puerto Rico, a partir de la década de 1950. La estación salió al aire por primera vez el Día de los Reyes Magos (6 de enero), 1958 convirtiéndose en la primera estación televisión educativa en América Latina, y las instalaciones (el edificio) se dedicaron a Ramón Rivero (Diplo), el actor / comediante más importante e influyente en la historia de Puerto Rico.
También fue único entre otros organismos de radiodifusión controlados por el gobierno en el Caribe ya que no mostró comerciales. Todas las demás emisoras controladas por el gobierno (con la excepción de Cuba y las Islas Vírgenes de los Estados Unidos) mostraron publicidad.
La estación era una de las pocas estaciones de televisión en Puerto Rico con programación en inglés, a través de una membresía con PBS que les permitía transmitir PBS Kids en inglés. Esto terminó el 1 de julio de 2011 después de que WIPR y PBS no lograron llegar a un acuerdo para renovar la membresía de la estación, con el dinero previamente asignado a las cuotas de membresía de PBS que se invirtieron en la programación local de la estación. La programación de PBS permanece disponible en Puerto Rico a través de WMTJ.
En 1996, WIPR-TV fue la primera estación de televisión puertorriqueña que utilizó medios de transmisión para transmitir programación a internet.

### Administración
'Administradores generales de servicios de radio y televisión del Departamento de Educación' 
- Rafael Delgado Márquez (1958–1961)
- Jack Delano (1961–1968)
- Leopoldo Santiago Lavandero (1969) (6 meses)
- Elsie Calero (1970–1972)
- José Buitrago (Radio)
- José M. García (1973–1975)
- Alberto Cordero Albino (1975–1977)
- Manuel Collazo (1977) (en funciones)
- Elsie Calero (1977–1981)
- Héctor Suárez (1981) (en funciones)
- Jorge Inserni (1981–1983)
- Sigfredo Quiñones (1983-1984)
- Agustín Mercado (1985–1988)

## 50.º aniversario de WIPR-TV
El canal celebró su 50 aniversario produciendo un documental centrado en su historia. El 1 de julio de 2008, TuTv renovó 150 contratos.
En 2008, la estación de radiodifusión pública de Puerto Rico, WIPR-TV, celebró sus 50 años de transmisión con un documental que revivió algunos de los mejores y peores momentos de su historia.
El documental "50 Años WIPR-Televisión", (50 años de WIPR Television) dura unos 70 minutos y revisa algunas de las noticias, programas de entretenimiento, música y eventos deportivos que la estación ha presentado durante medio siglo.
WIPR-TV, hoy más conocida como la Corporación de Radiodifusión Pública de Puerto Rico (CPRDP), o su marca, WIPR Television, se inauguró el 6 de enero de 1958 bajo la administración del entonces gobernador actual Luis Muñoz Marín.
El documental estuvo dedicado al actor, director y cineasta Ángel F. Rivera Vázquez, quien había trabajado en WIPR desde sus inicios.
Encabezado por la investigadora Flavia García, quien había estado trabajando durante los últimos 9 años en una investigación de la historia de la televisión, encabezó la producción de este especial junto con Susanne Marte.
El Presidente de la Corporación, Víctor J. Montilla, recibió una resolución de felicitación en nombre del Senado de Puerto Rico por la "buena música, arte y televisión" que ha distinguido al canal durante las últimas cinco décadas.

### Señal digital y alta definición
WIPR-TV, la primera estación de televisión pública de la isla, también se convirtió en la primera en la evolución a la definición digital y de alta definición.
El 7 de julio de 2008, el presidente Víctor J. Montilla (ahora, Vicepresidente Ejecutivo y gerente general de Nuevos Canales en WORA-TV) celebró una conferencia de prensa en la estación, donde inauguró WIPR-TV Instalaciones de alta definición. TUTV se convirtió en la primera estación en Puerto Rico en producir y transmitir en formato de alta definición. La estación actualizó su iluminación y construyó nuevos sets como parte de la transición. Algunos artistas experimentaron cambios en el estilo de vida, incluidos cambios en su dieta, para verse mejor en alta definición. El primer programa que se transmitirá en este el formato era "Contigo".
| Canal | Video | Pantalla | Nombre  | Programación                      |
| ----- | ----- | -------- | ------- | --------------------------------- |
| 6.1   | 1080i | 16:9     | WIPR-HD | Programación Principal de WIPR-TV |
| 6.2   | 480i  | 16:9     | WIPR-SD | Deportes 940AM                    |
| 6.3   | 720p  | 16:9     | KIDS-HD | Kids TV Puerto Rico               |

| Canal | Video | Pantalla | Nombre  | Programación        |
| ----- | ----- | -------- | ------- | ------------------- |
| 3.1   | 1080i | 16:9     | WIPM-HD | WIPR TV             |
| 3.2   | 480i  | 16:9     | WIPM-SD | Deportes 940AM      |
| 3.3   | 720p  | 16:9     | KIDS-HD | Kids TV Puerto Rico |

## Programación
WIPR-TV durante años ha mostrado programas locales de programación, educativos, infantiles y de interés humano.

### Notiseis 360
En la década de 1980, la estación tenía un noticiero muy elogiado llamado "Panorama Mundial", presentado por Doris Torres. En 1996, WIPR lanzó un noticiero con la marca  'Noti-Seis'. El noticiero fue presentado por Pedro Luis García y Gloria Soltero y solo tuvo una edición a las 6:00 PM. Más tarde ese año, la estación estrenó una edición de 9:00 p.m. anclada por el mismo equipo de 6:00 p.m.
En 2002, se creó un nuevo formato de noticias con un noticiero local ( TUTV Informa ) y un noticiero internacional ( TUTV Internacional ); los noticieros fueron anclados por Gloria Soltero y David Reyes. TUTV también produjo un noticiero semanal en profundidad los domingos, llamado "TuTV Analiza".
Este año, La programación de TUTV recibió varios premios. A nivel local, En Todas fue galardonado por la American Heart Association. Cinco producciones recibieron nominaciones al Premio Emmy y uno de los productores de TUTV recibió un Emmy en la categoría de Programas de Entretenimiento.
En 2009, cuando TUTV se renombró como "Puerto Rico TV", su departamento de noticias se relanzó como "Noticias 24/7"; Alrededor de este tiempo, WIPR introdujo un canal de noticias de 24 horas del mismo nombre en los canales 6.5 y 3.5.
El 26 de septiembre de 2018, Noticias 24/7 se renombró como "Notiseis 360" y luego Como Notiseis.

### Programas
- Aquí estamos con Herman O'neill y Shanira Blanco[7]
- Estudio actoral con Dean Zayas
- El show de Chucho Avellanet
- Días de cine con Edgardo Huertas
- En la cancha con Tony Lebron y Jerry Gonzalez
- Boom Fit  con Melwin Cedeño Chevy
- Animaleando con Nynah
- Te cuento lo que leí
- Prohibido Olvidar
- Buena salud
- Así canta Puerto Rico
- Uno a uno con Myraida Chaves
- Chevy Island
- Un Buen Día con Rafael José, Linnette Torres y Anoushka Medina
- Homenaje con Brenda Rivera